# Hydrozoa
Classe
Les Hydrozoaires ou Hydraires (Hydrozoa) sont une classe de cnidaires, avec environ 3 600 espèces reconnues. Ils sont exclusivement marins à l'exception de l'ordre des Hydroida, qui vit en eau douce et comprend notamment les hydres. Le cycle de vie comprend en général les deux stades polype (forme fixe, asexuée) et méduse (forme libre, sexuée), avec prépondérance du stade polype. Chez certains taxons cependant, le cycle se réduit à une seule forme.
Les hydrozoaires sont dépourvus d'un velum, contrairement à d'autres cnidaires tels les scyphozoaires (qui sont les méduses « vraies »). L'exosquelette est fait de chitine ou, parfois, de carbonate de calcium. Le système digestif est incomplet ; la mésoglée est mince.

## Caractéristiques
Il existe en général une alternance entre une phase initiale polype et une phase méduse, la seconde étant produite par la première et développant les gonades, qui sont le plus souvent épidermiques.
La forme polype ne possède pas de pharynx ou de septa interne mais une bouche saillante et une symétrie radiale.
Leur cavité digestive n'est pas divisée par des cloisons.
La forme méduse possède un velum, mais pas de rhopalia.

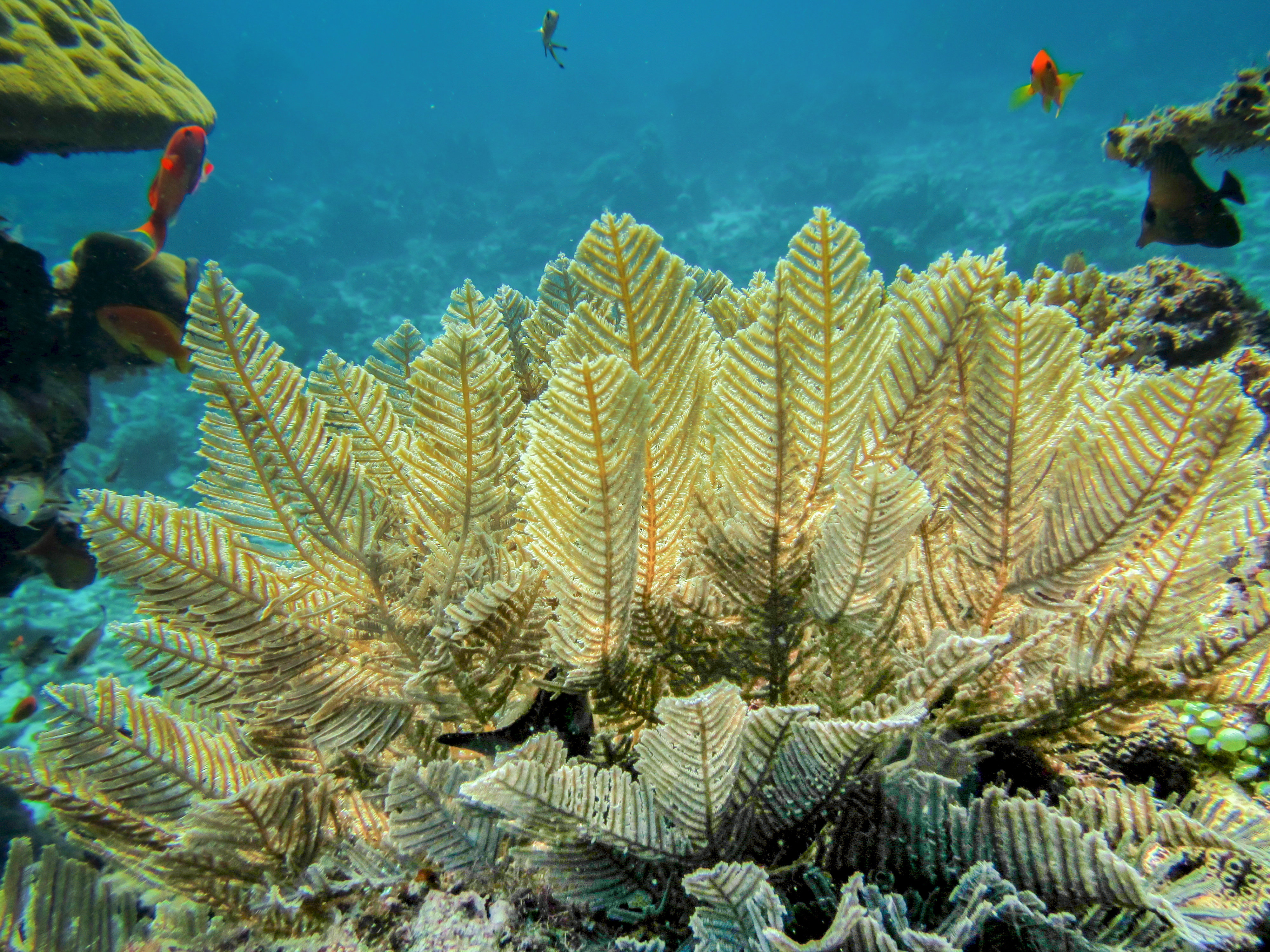
Pachyrhynchia cuppressina, une espèce à dominante « polype » (coloniale).
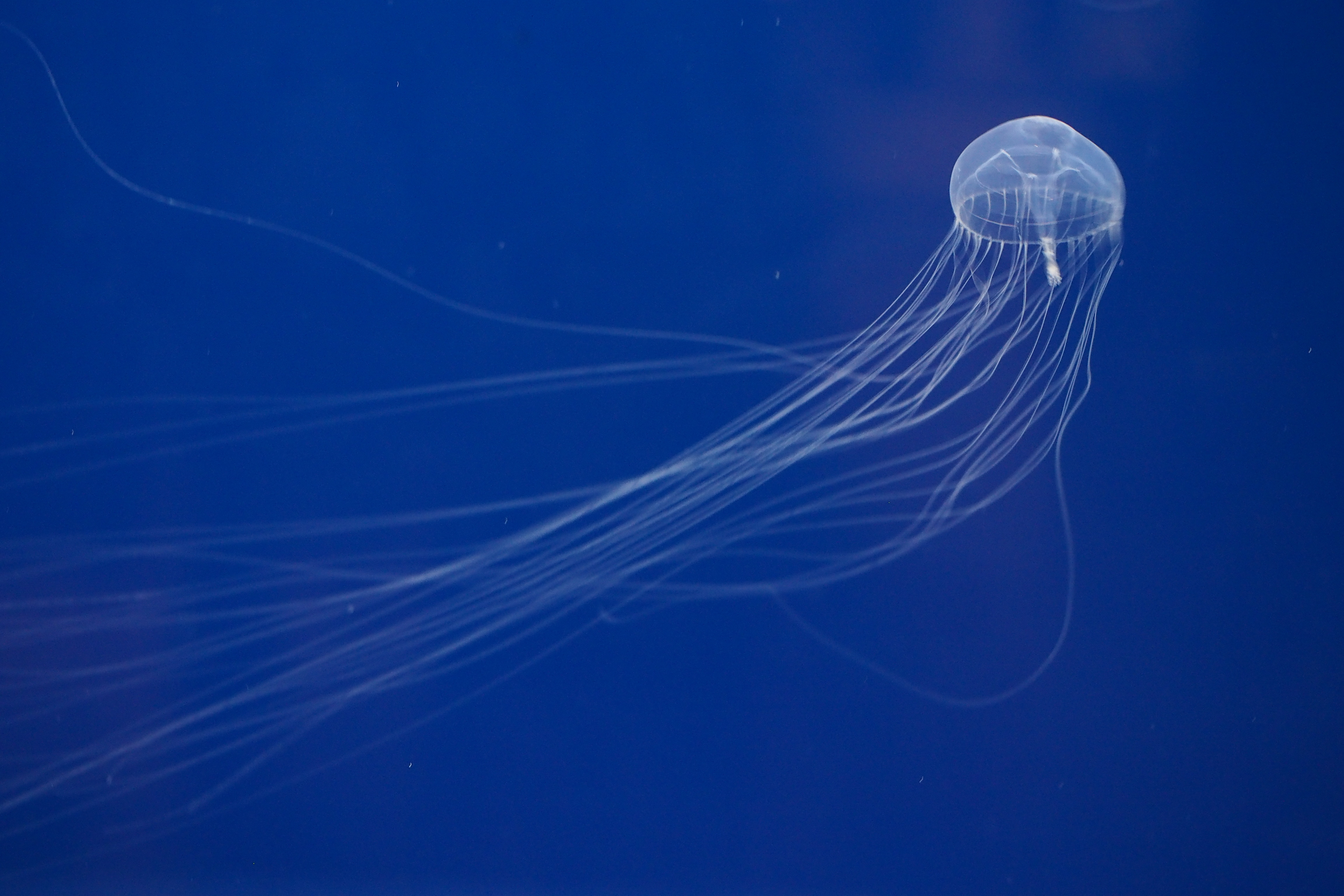
Tima formosa, une espèce du même groupe mais à dominante « méduse ».
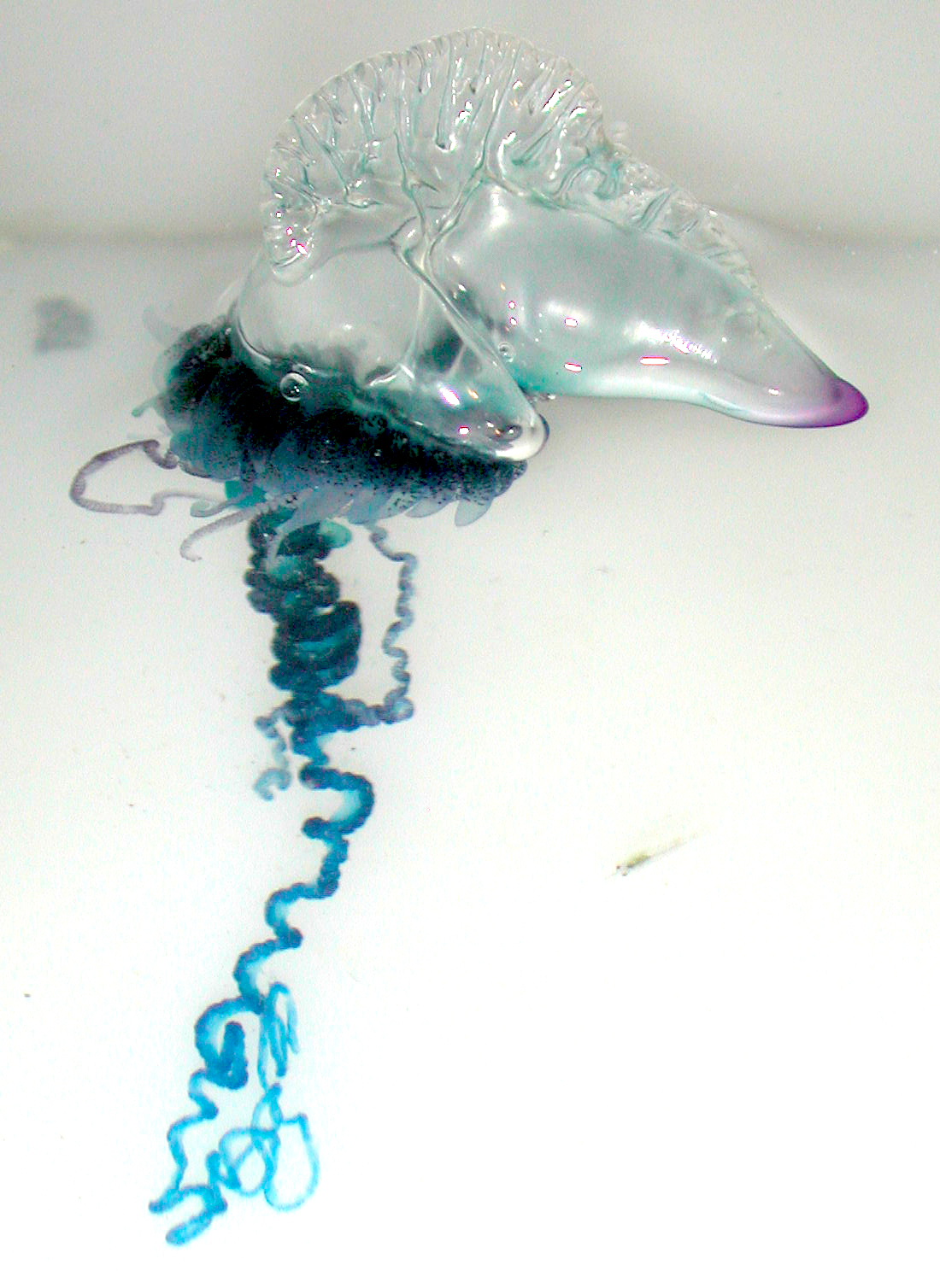
La physalie fait partie du neuston pélagique.
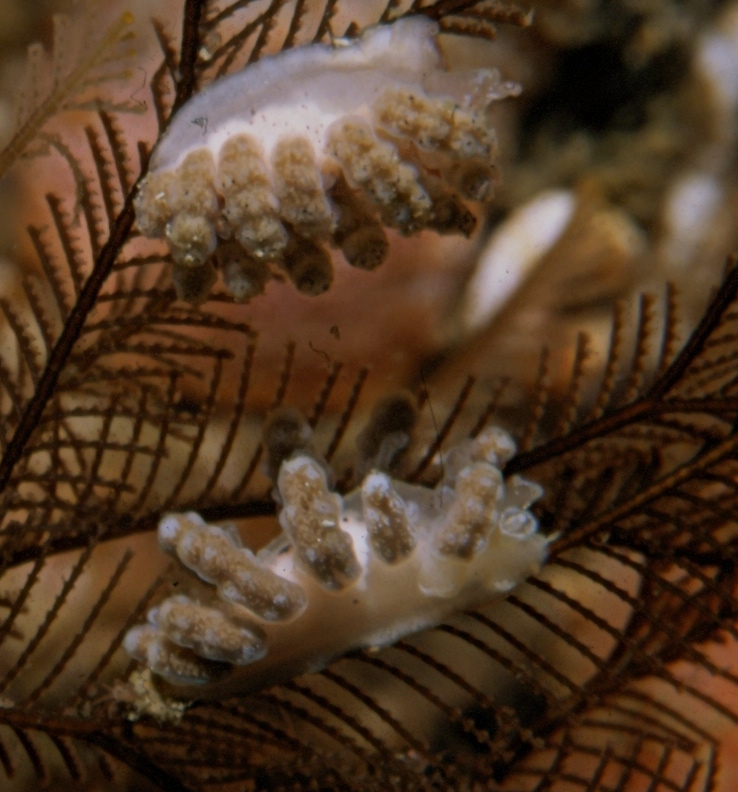
Les hydraires sont souvent le support de nudibranches tels que les dotos ou les lomanotus.
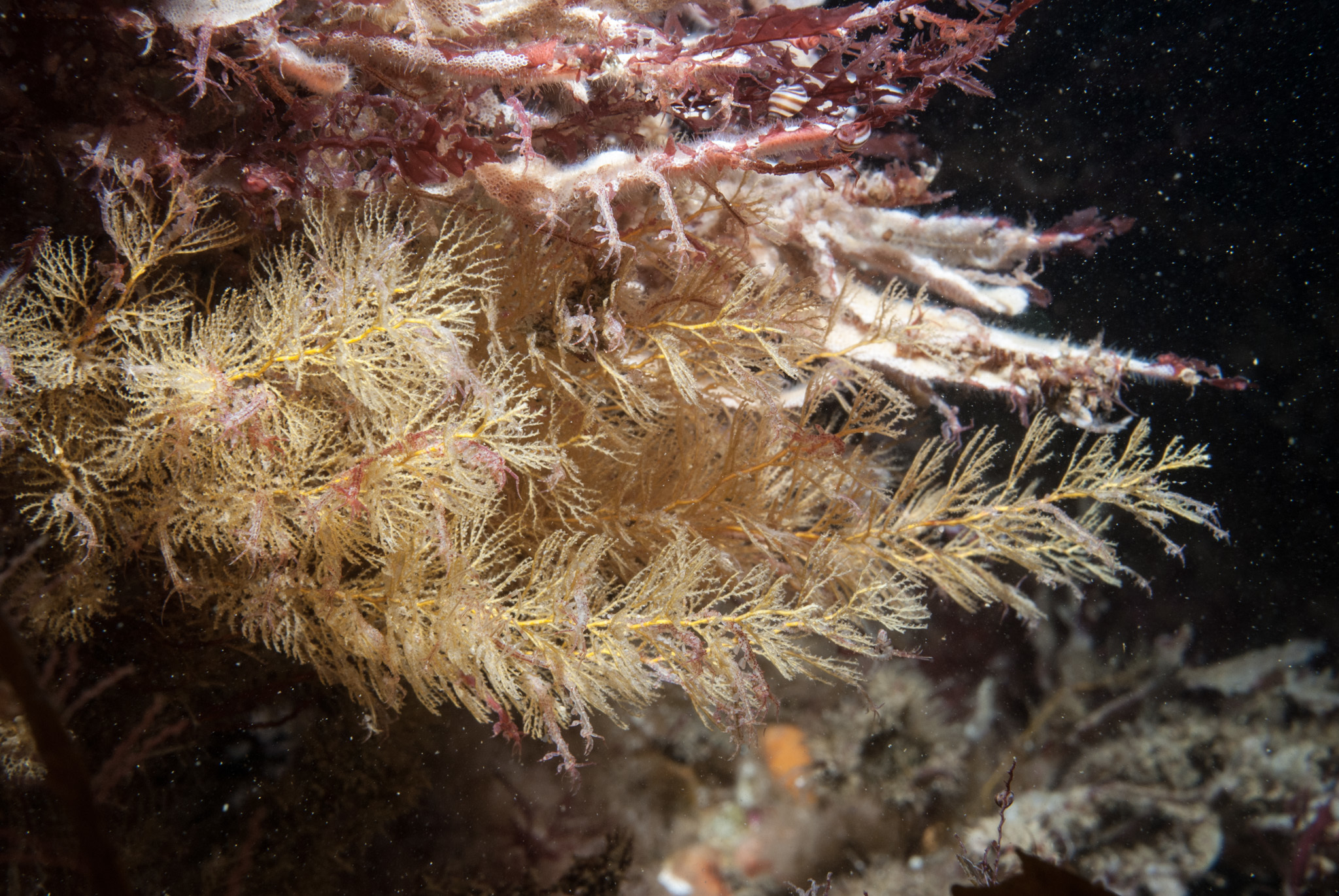
Certaines espèces comme l'hydraire argenté étaient récoltées pour servir à de multiples décorations[4].

## Reproduction
Les gonades sont d'origine principalement épidermique (ectodermique). Il n'y a pas de phénomène de strobilation.

## Classification

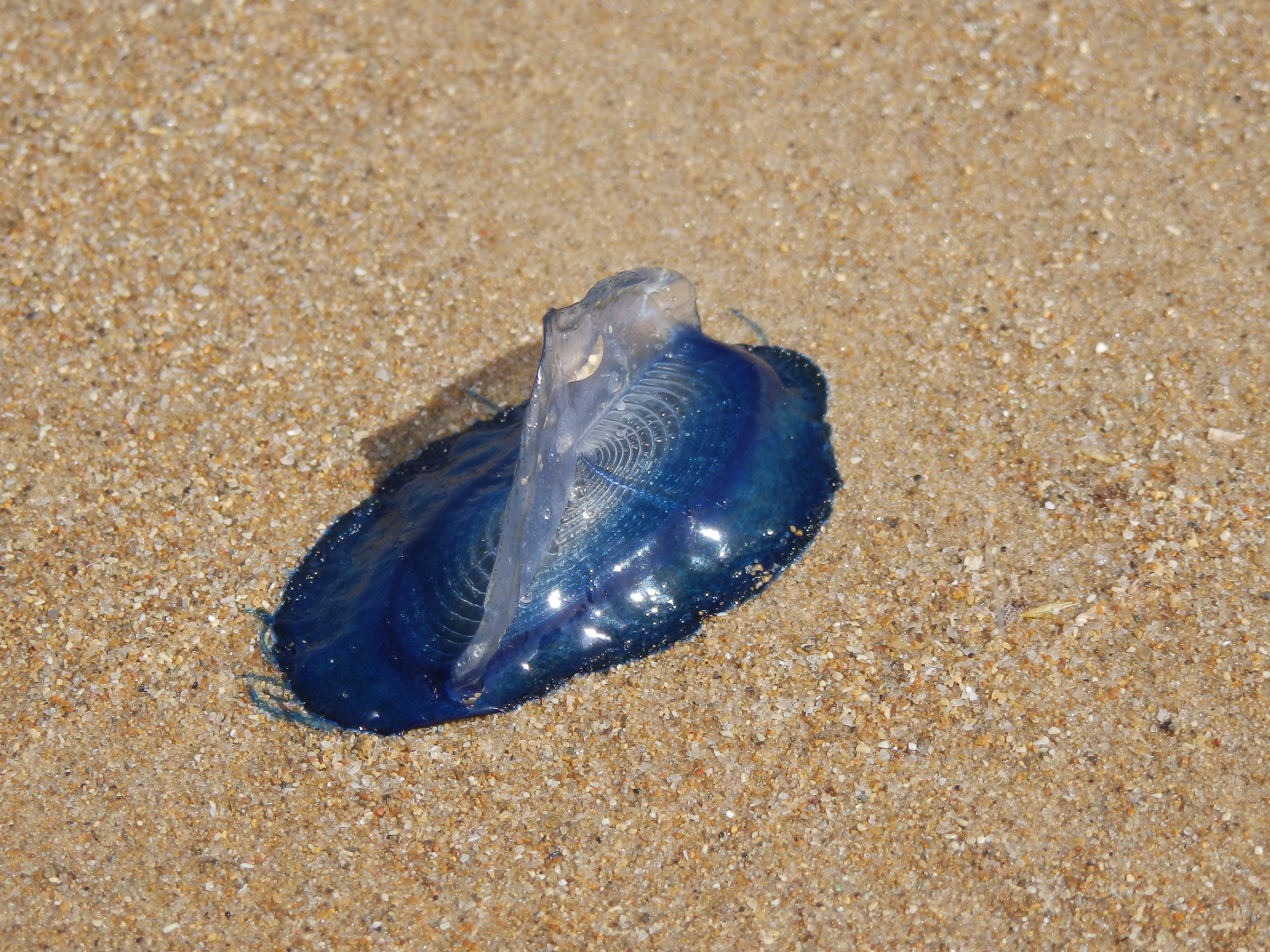
Velella velella

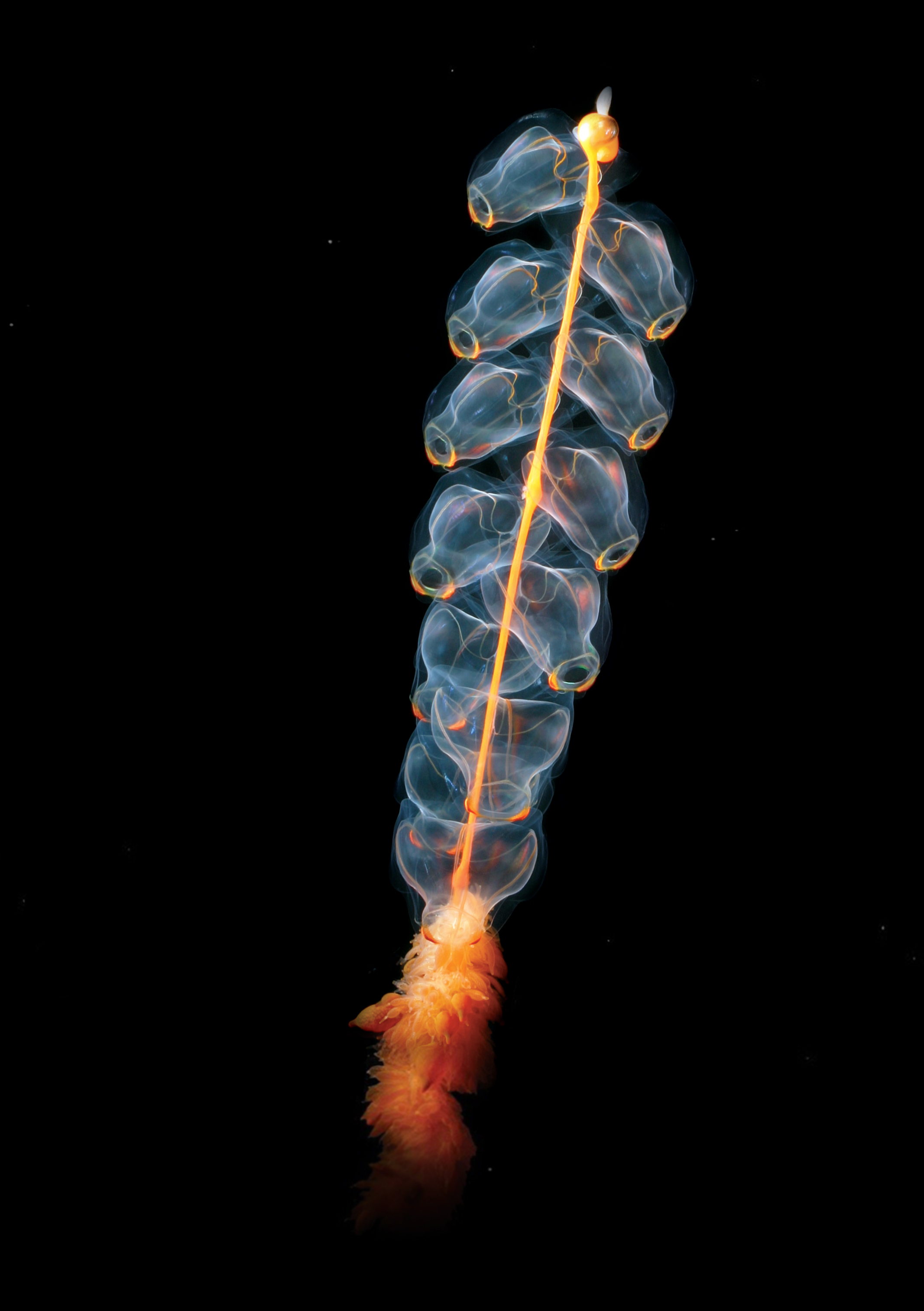
Marrus orthocanna

La classification des Hydrozoa est très variable en fonction des auteurs. En voici quelques possibilités :
- sous-classe des Trachylinae Haeckel, 1879
  - ordre des Actinulidae Swedmark & Teissier, 1959
  - ordre des Limnomedusae Kramp, 1938
  - ordre des Narcomedusae Haeckel, 1879
  - ordre des Trachymedusae Haeckel, 1879
- sous-classe des Leptolinae Haeckel, 1879
  - ordre des Anthomedusae Haeckel, 1879
  - ordre des Leptomedusae Haeckel, 1879 = Syn. Leptothecata(e)
  - ordre des Siphonophorae Eschscholtz, 1829

Ou, traditionnellement, 5 ordres :
- ordre des Hydroida
- ordre des Milleporina
- ordre des Siphonophorae
- ordre des Stylasterina
- ordre des Trachylinida

Selon World Register of Marine Species (22 septembre 2015) et ITIS (22 septembre 2015) :
- sous-classe Hydroidolina Collins, 2000
  - ordre Anthoathecata Cornelius, 1992
  - ordre Leptothecata Cornelius, 1992 = Syn. Leptothecata, Leptomedusae
  - ordre Siphonophorae Eschscholtz, 1829
- sous-classe Trachylinae Haeckel, 1879
  - ordre Actinulida Swedmark and Teissier, 1958
  - ordre Limnomedusae Haeckel, 1879
  - ordre Narcomedusae Haeckel, 1866
  - ordre Trachymedusae Kramp, 1938

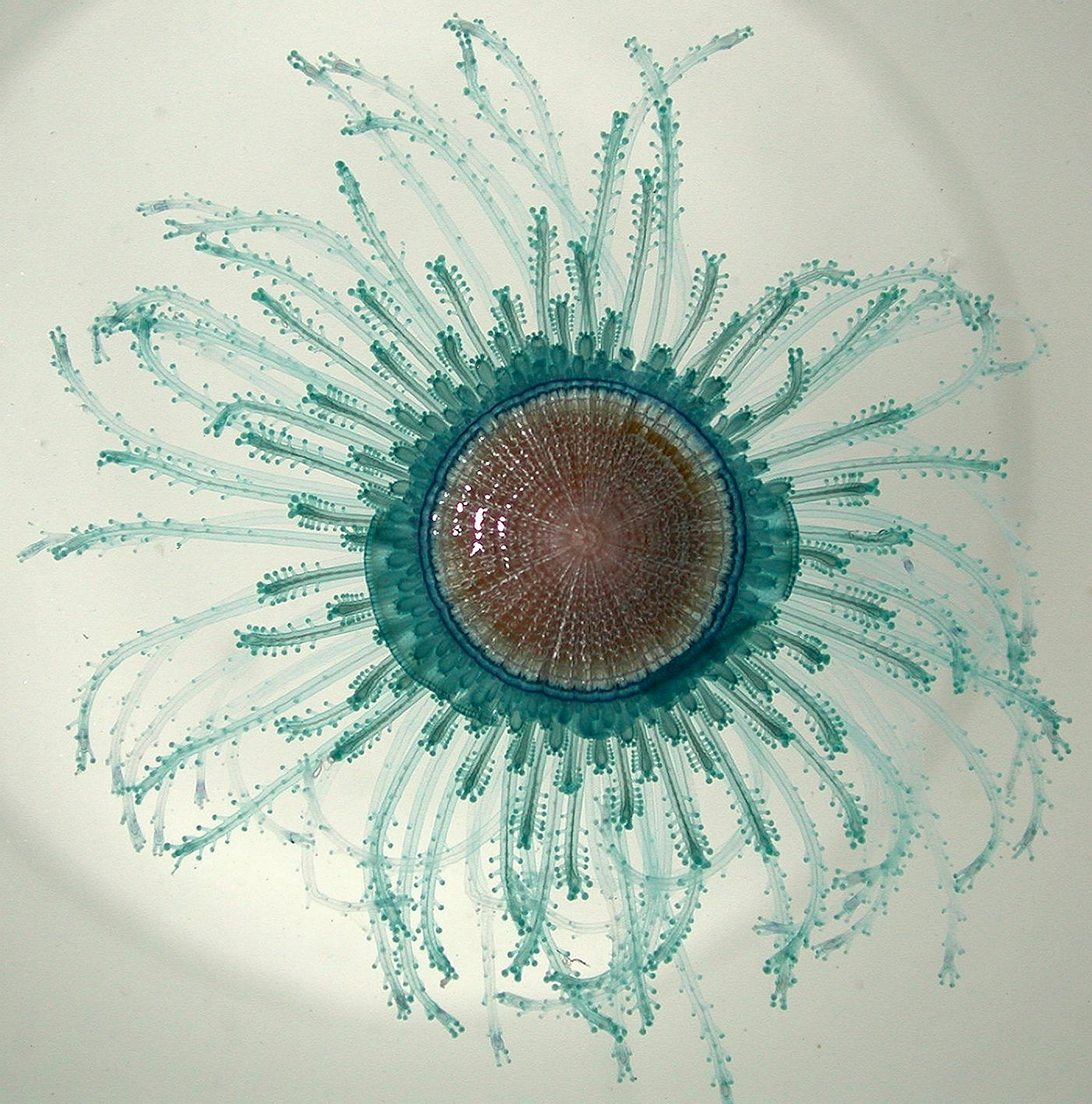
Porpita porpita, une Anthoathecata
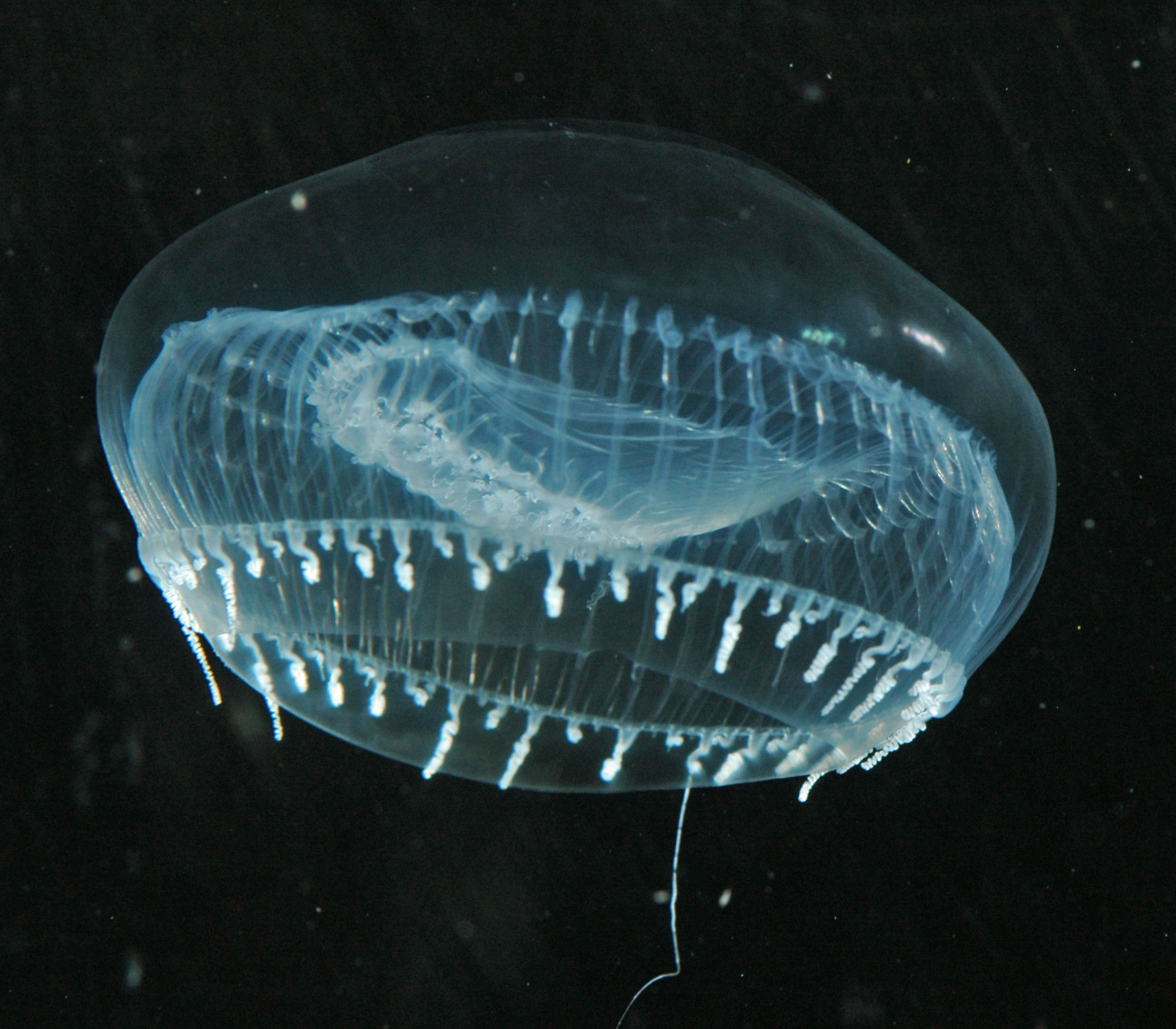
Aequorea victoria, une Leptothecata
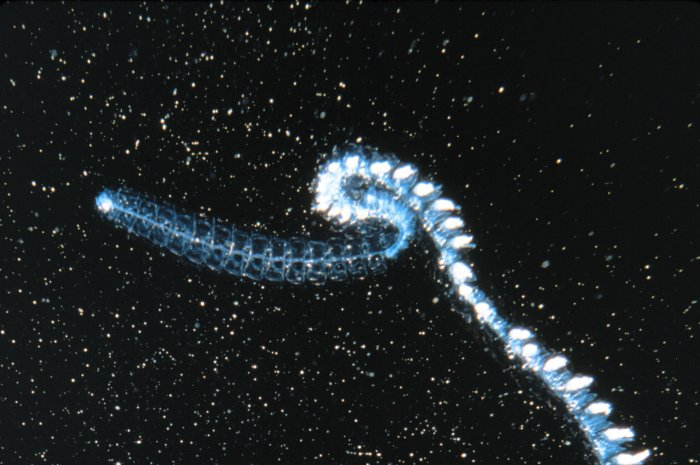
Nanomia cara, un Siphonophorae
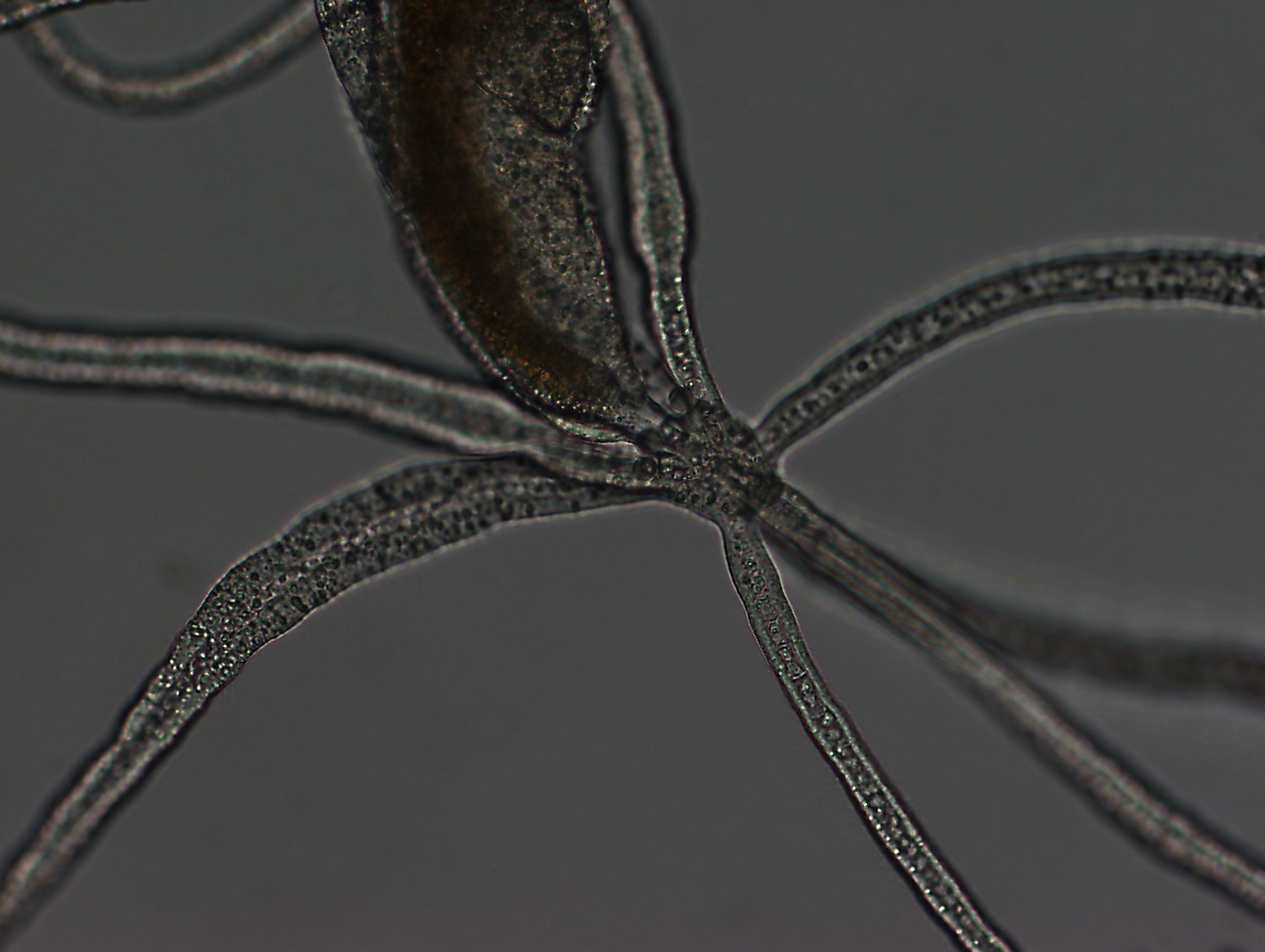
Halammohydra octopodides, une Actinulida
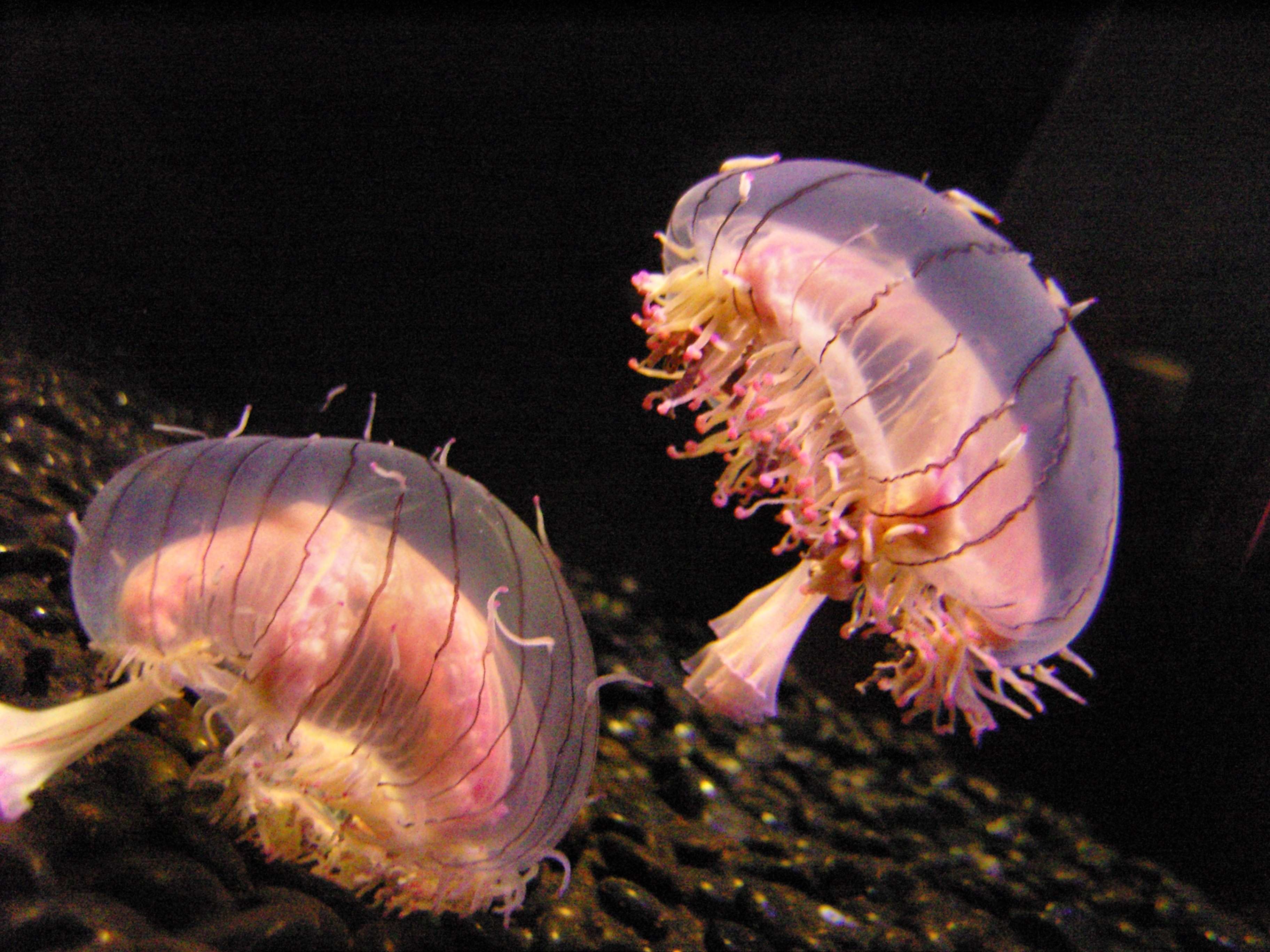
Olindias formosa, une Limnomedusae
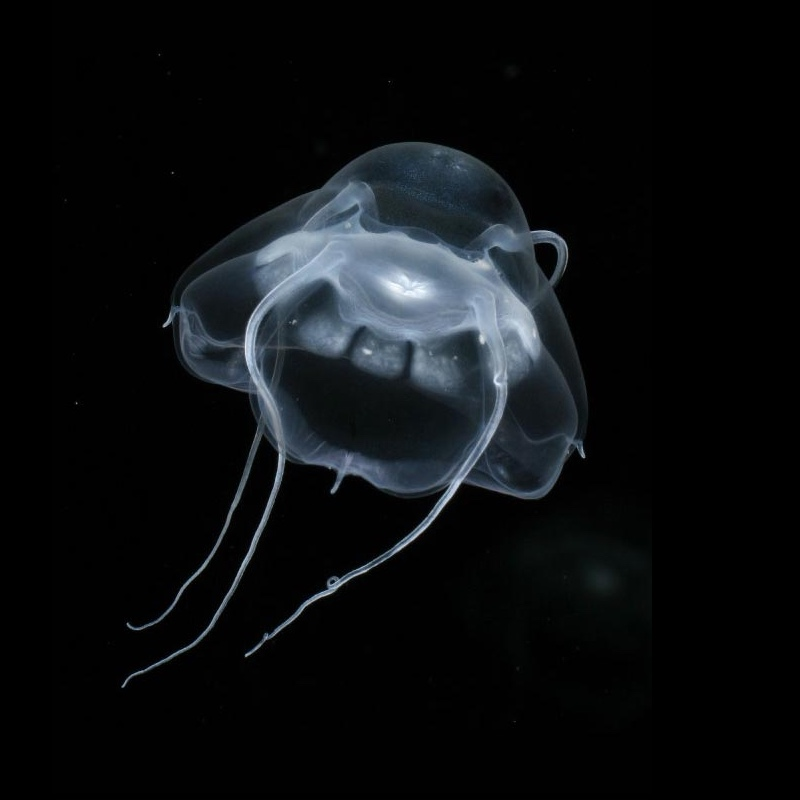
Bathykorus bouilloni, une Narcomedusae
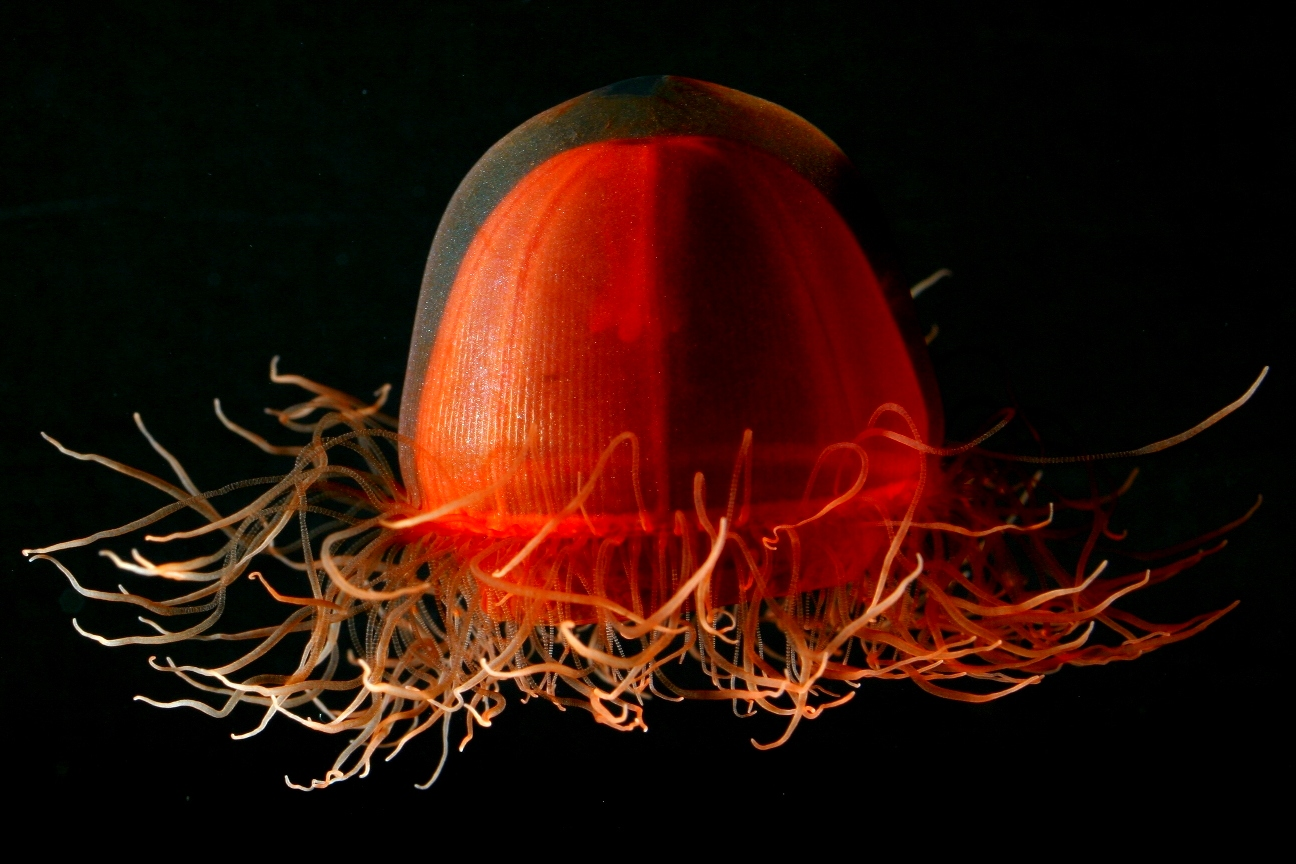
Crossota sp., une Trachymedusae

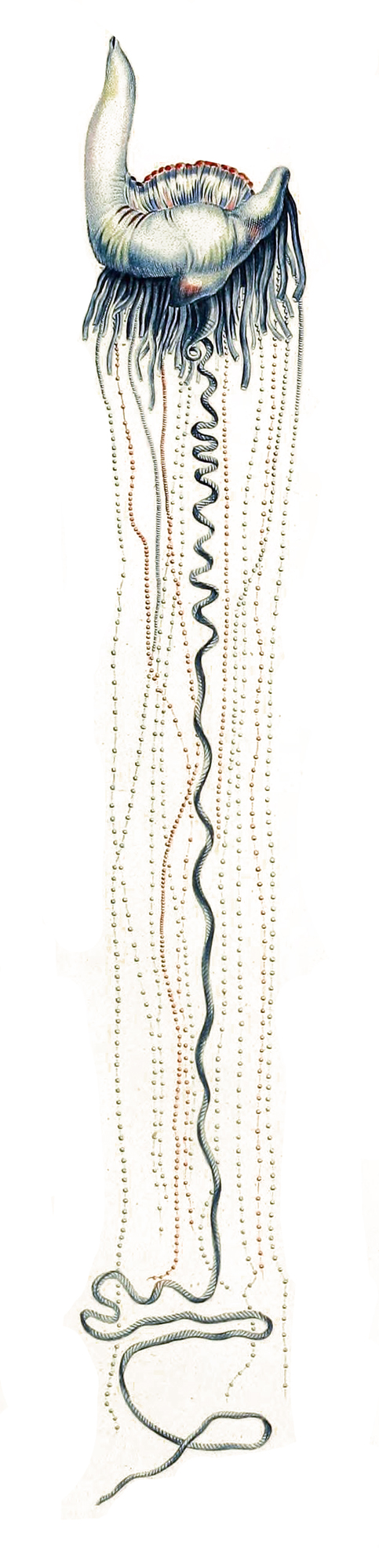
Physalia physalis

## Exemples d'hydrozoaires
- La vélelle (Velella velella), colonie de polypes flottants que l'on peut croiser près des côtes européennes (ou échouée).
- La physalie (Physalia physalis) - Siphonophore constitué d'une colonie regroupant quatre sortes de polypes différents, dont les tentacules peuvent atteindre 40 mètres de long.
- Le corail de feu branchu, (qui n'appartient donc pas à la classe des Anthozoaires (coraux, anémones)) qui est une colonie de polypes encroûtants, principalement des gorgones.
- L'hydre dont le mécanisme de vieillissement est incompris et qui possède de grandes capacités de régénération lorsque des parties de son corps sont sectionnées.
- Aequorea victoria, méduse fluorescente grâce à la protéine GFP (Protéine utilisée maintenant comme marqueur en recherche en biologie).
- La méduse Turritopsis nutricula, seul animal (métazoaire) connu pouvant revenir à une immaturité sexuelle avant de revieillir.
- Il existe peu d'espèces d'eau douce et encore moins de forme "méduse", par contre la méduse d'eau douce Craspedacusta sowerbyi semble présente (très localement commune voire pullulant périodiquement) sur presque toute la planète.
- Cordylophora caspia, un hydrozoaire colonisateur, localement invasif pouvant atteindre une dizaine de centimètres de hauteur, classé par certains parmi les espèces les plus nuisibles[5].

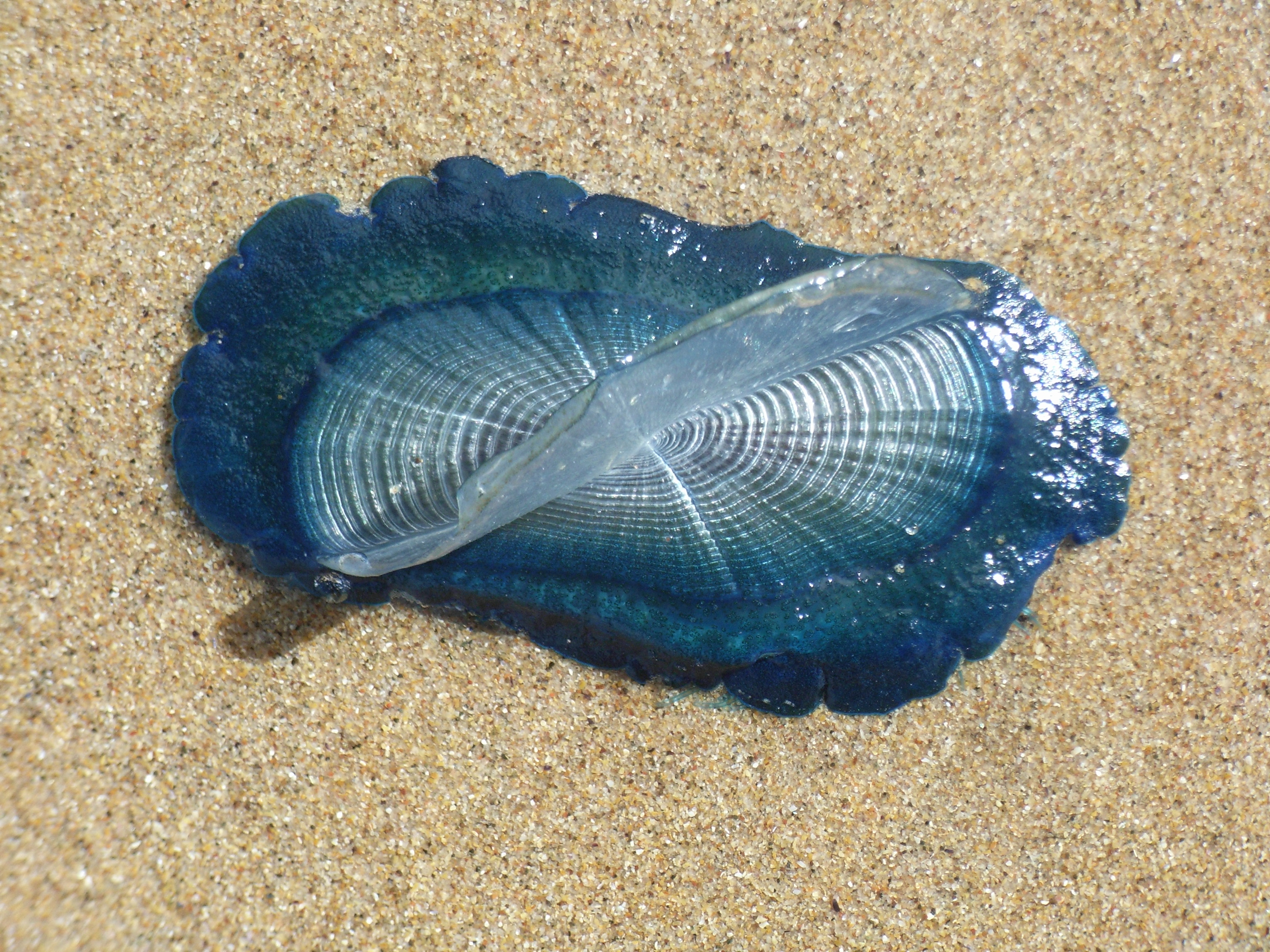
Velella velella
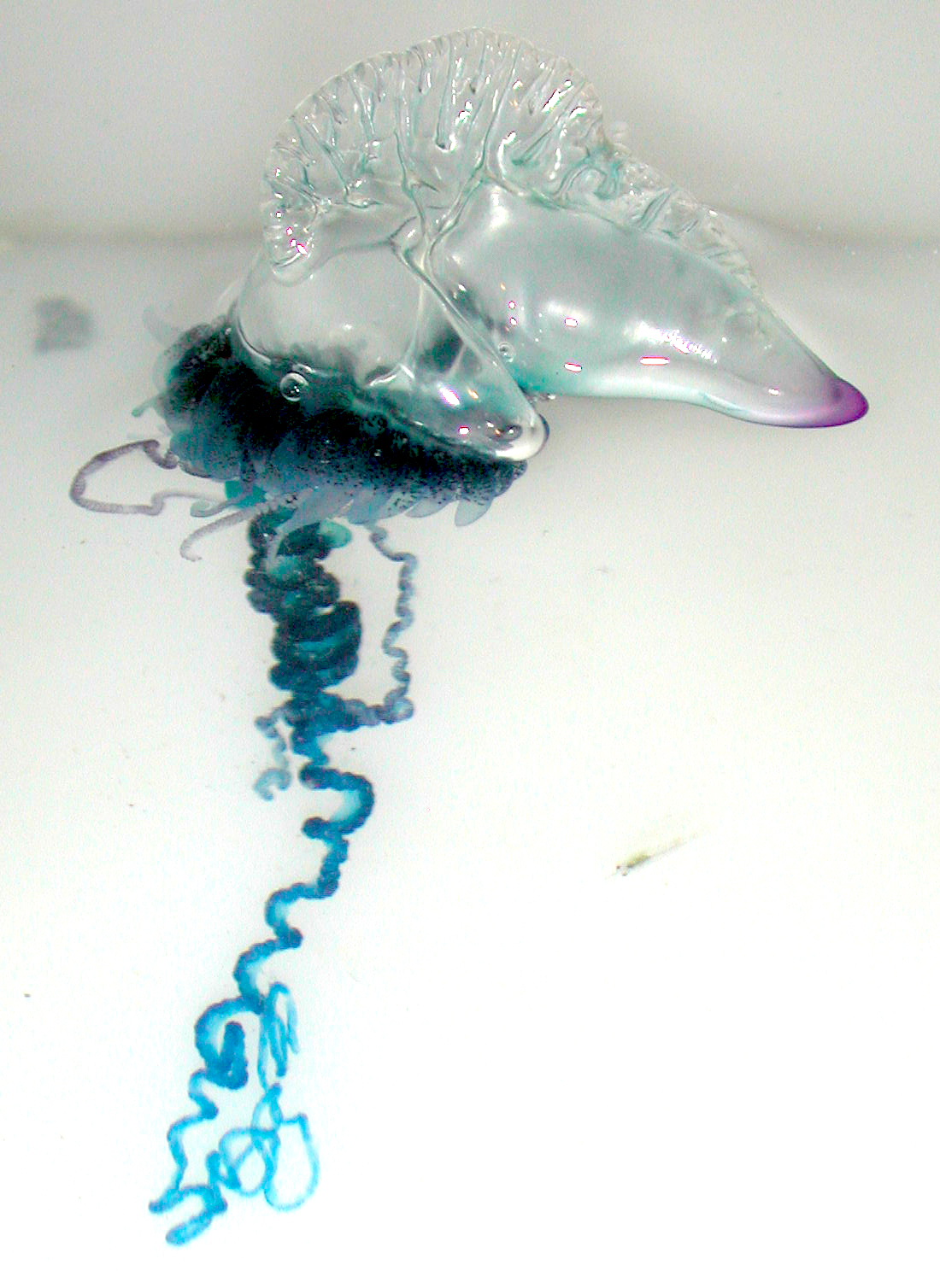
Physalia physalis
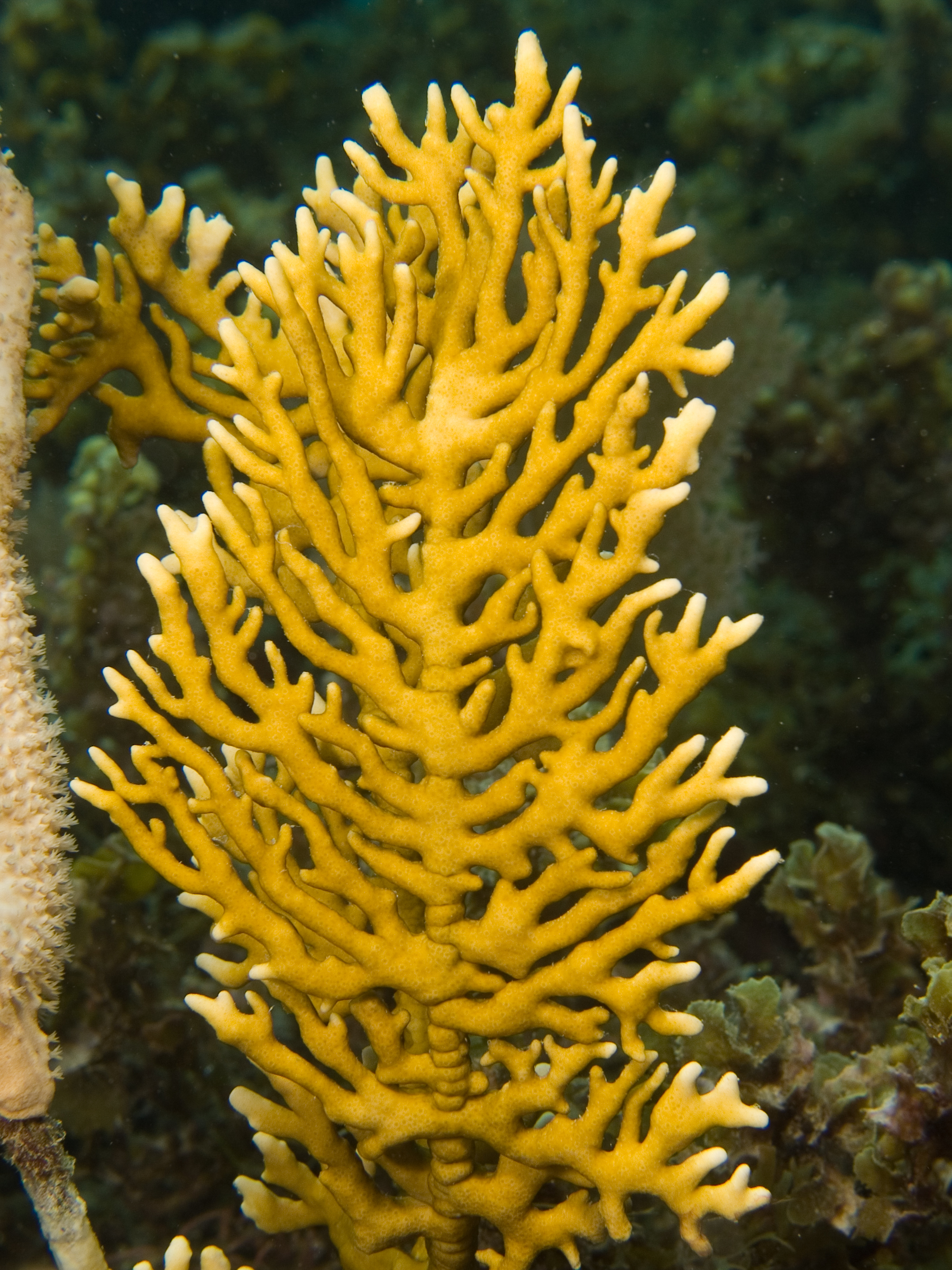
Millepora alcicornis
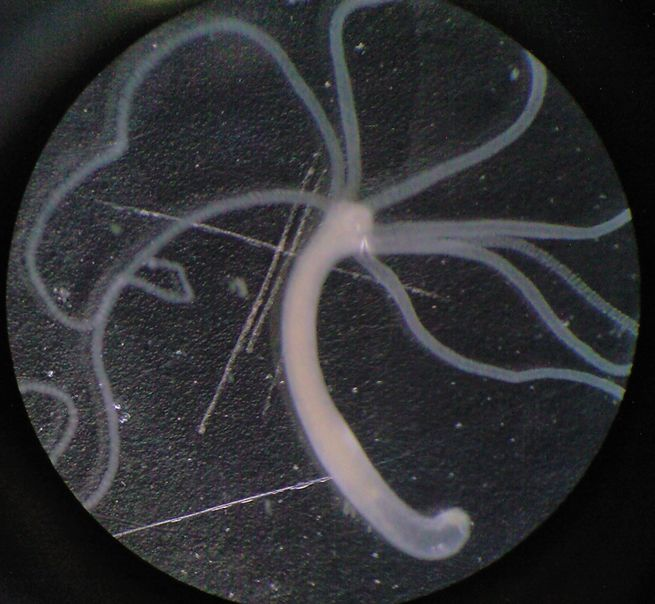
Hydra viridis
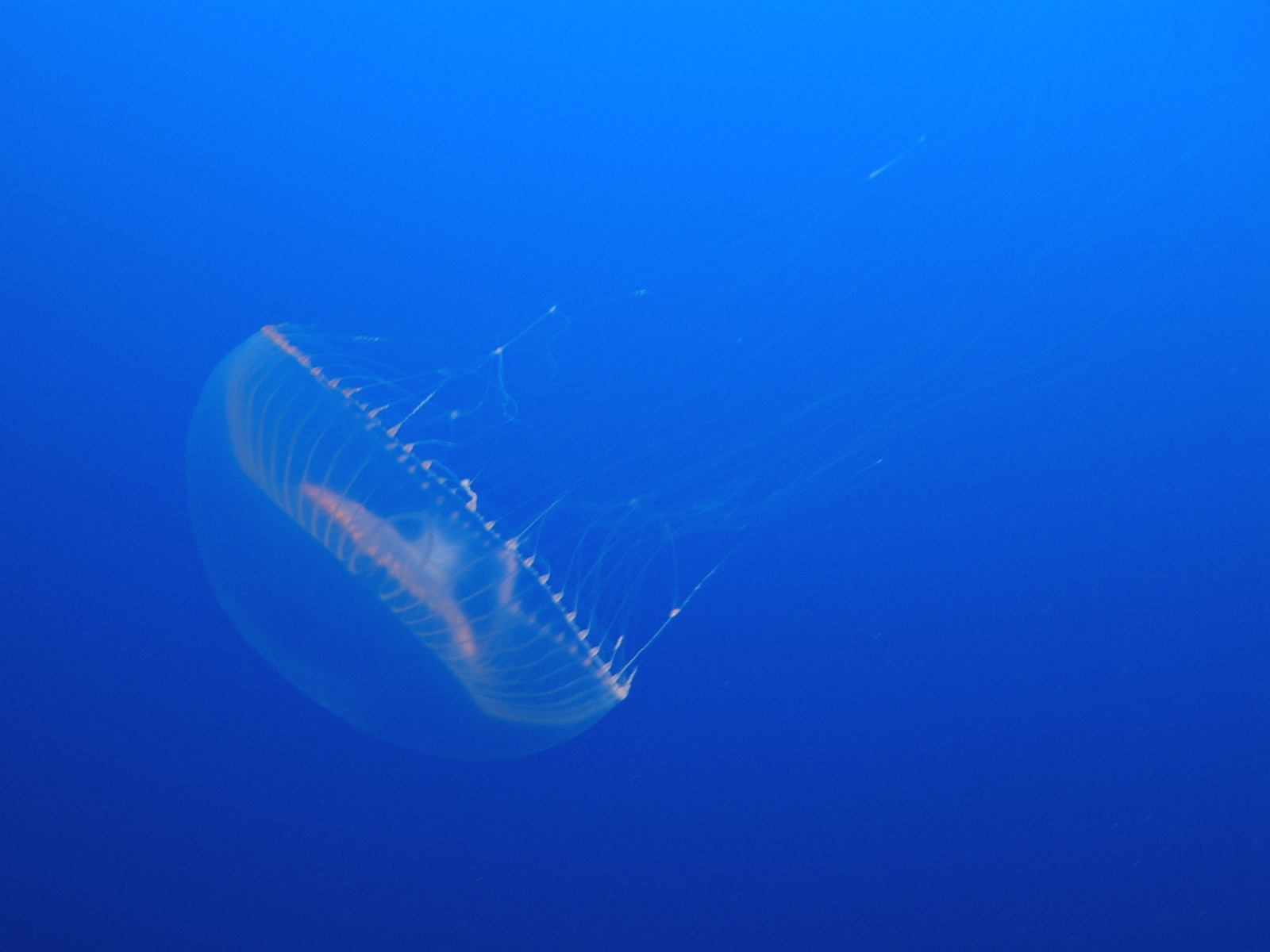
Aequorea victoria
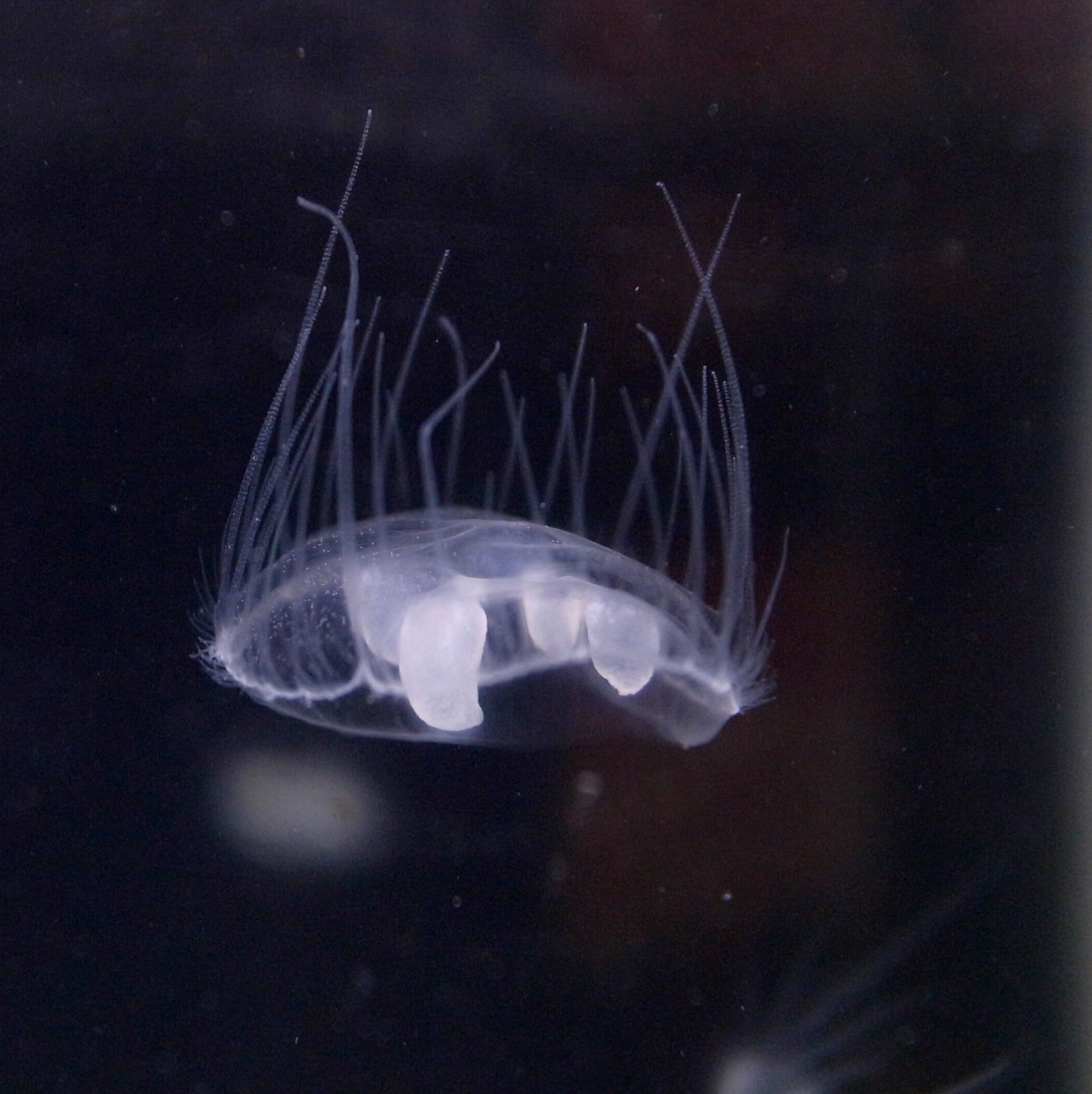
Craspedacusta sowerbyi